# Burwell (Cambridgeshire)

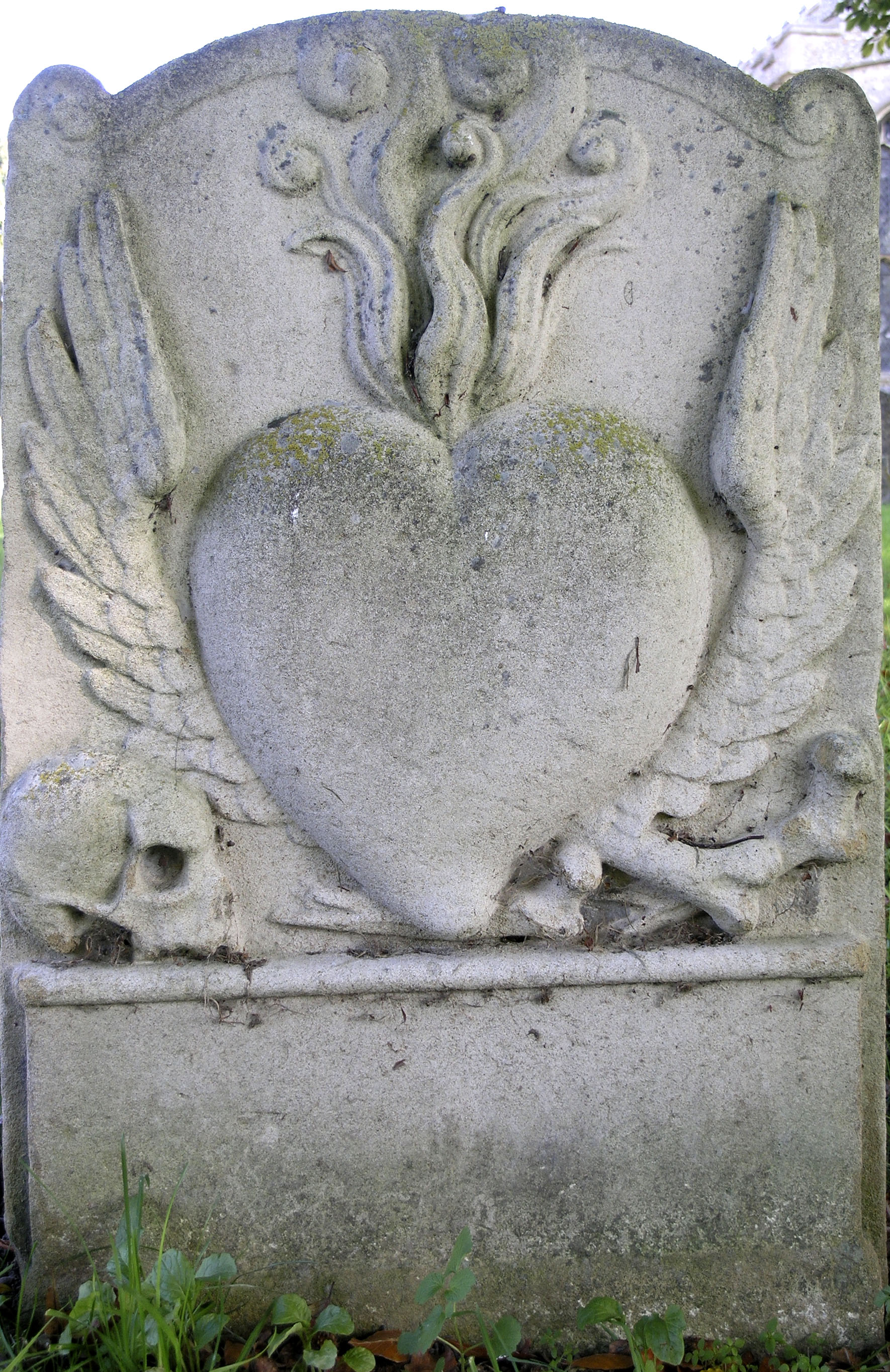
Grabstein für die Opfer des Barn Fire

Burwell [ˈbɝːwɛl] ist ein größeres Dorf und eine Gemeinde in Cambridgeshire in England, ungefähr 16 km nordöstlich von Cambridge. Es liegt an der südöstlichen Grenze der Marschländer von East Cambridgeshire. Die Marschen nahe dem Dorf werden durch die künstlichen Wasserwege der Cambridgeshire Lodes entwässert. Burwell liegt am gleichnamigen Kanal der für die Entwicklung des Ortes eine große Rolle spielte.

## Geschichte

### Namensherkunft
Der Name „Burwell“ wird auf die altenglische Wurzel für eine Befestigung (burh-) in der Nähe einer Quelle (-well) zurückgeführt. Als namensgebende Landschaftsform wird heute eine Quelle in der Nähe des aus dem 12. Jahrhundert stammenden Burwell Castle angesehen. Der Ort findet sich bereits im Domesday Book in der Schreibweise Burwelle, Burwella und Burwelle.

### Frühe Siedlungen
Spuren menschlicher Aktivitäten lassen in der Umgebung von Burwell in der Steinzeit nachweisen, bronzezeitliche Funde deuten dann bereits auf landwirtschaftliche Nutzung und dauerhafte Besiedlung. Die Gegend blieb dauerhaft besiedelt, aus römischer Zeit gibt es eine Vielzahl von Funden, unter anderem die Reste einer Siedlung nördlich der heutigen Kirche. Das Gebiet des heutigen Burwell wurde weiterhin intensiv landwirtschaftlich genutzt, möglicherweise stammen die ältesten Teile des örtlichen Kanalsystem ebenfalls aus römischer Zeit.

### Mittelalter und Neuzeit
Burwell blieb im Mittelalter eine von Landwirtschaft und Fischerei geprägte Siedlung, die sich hauptsächlich entlang der Hauptstraße erstreckte. Seit 1587 lassen sich verschiedene Gasthäuser nachweisen. Die Landwirtschaft wurde zunächst von vier bis fünf kleineren Gutshäusern geprägt, deren größtes und am längsten aktives zum Besitz der Abtei von Ramsey gehörte. Über die Jahrhunderte wurde der große Grundbesitz immer weiter aufgeteilt, bis es in der Mitte des 20. Jahrhunderts über 130 landwirtschaftliche Betriebe unterschiedlicher Größenklassen im Ort gab.
Die Marschländer wurden vielfältig genutzt und im Laufe der Zeit legte man immer größere Teile von ihnen trocken, um auf den Flächen Ackerbau und Viehzucht zu betreiben.
Wichtige Energielieferanten waren Wasser- und Windmühlen, von denen heute aber kaum noch Anzeichen zu finden sind. Ein funktionierender wöchentlicher oder jährlicher Markt konnte sich in Burwell zwar nicht etablieren, aber entlang der Hauptstraße siedelten sich verschiedenen Geschäfte an, die lokale Bedürfnisse befriedigten.
Bis zum Ende des 17. Jahrhunderts erfolgte der Hauptteil der Verwaltung über Ramsey Manor, das Gutshaus der ehemaligen Abtei von Ramsey. Danach verschoben sich die Zuständigkeiten immer mehr zu einer eigenständigen Gemeindeverwaltung.
In Burwell lassen sich über mehrere Jahrhunderte zwei Kirchen nachweisen. Die heute noch als Kirche genutzte Kirche St. Marys stand zuerst unter Verwaltung der Abtei von Ramsey, 1544 ging das Kirchenpatronat an die Universität Cambridge. Die 1772 abgerissene Kirche St. Andrews war eine Gründung der Abtei von Fordham, unter gleichem Namen gab es von Ende des 19. Jahrhunderts bis zur Mitte des 20. Jahrhunderts einen modernen Kirchenbau.

### Burwell Castle
Am Südwestrand des Ortes liegen die Überreste der unvollendeten Burg Burwell Castle. Von den Steinkonstruktionen der Burganlage ist heute nichts mehr vorhanden, die Lage der Gräben und Erdwälle ist dagegen immer noch sehr deutlich nachvollziehbar.

### Das UnglückBarn Fire
Am 8. September 1727 kam es zu einem tragischen Unglück, an das noch heute ein alter Grabstein auf dem Kirchhof von St Mary’s und eine Gedenkplakette im Ort erinnern. Die Vorstellung eines fahrenden Puppentheaters wurde in einer Scheune (engl. barn) nahe dem Ortszentrum abgehalten. Da der Andrang aus Burwell und den umliegenden Orten sehr groß war, wurden, nachdem die Scheune mit Besuchern gefüllt war, die Tore zugenagelt um zu verhindern, dass weitere Menschen in das Gebäude drängten. Durch die umgestoßene Laterne eines abgewiesenen Besuchers entwickelte sich schnell ein Feuer, dem ein Großteil der Personen in der Scheune aufgrund der geschlossenen Türen nicht mehr entkommen konnte. Ungefähr 80 Besucher, davon 2/3 Kinder, kamen um. Ihre Überreste wurden in einem Gemeinschaftsgrab in Burwell bestattet.
Am 26. Februar 1774 veröffentlichte die Zeitung „Ipswich Journal“ einen Artikel, nach dem ein kürzlich zuvor Verstorbener vor seinem Tod zugegeben habe, das Feuer gelegt zu haben, weil er damit dem Inhaber des Puppentheaters habe schaden wollen.
Charles Darwin ist die Bergung und Präparation eines Auerochsenskelettes aus dem Burwell-Moor zu verdanken. Es handelt sich um eine holozäne Kuh mit einer Schulterhöhe von 145 Zentimetern. Es ist eines der besterhaltenen Urskelette Großbritanniens und heute im University Museum of Zoology in Cambridge ausgestellt.

## Geographie

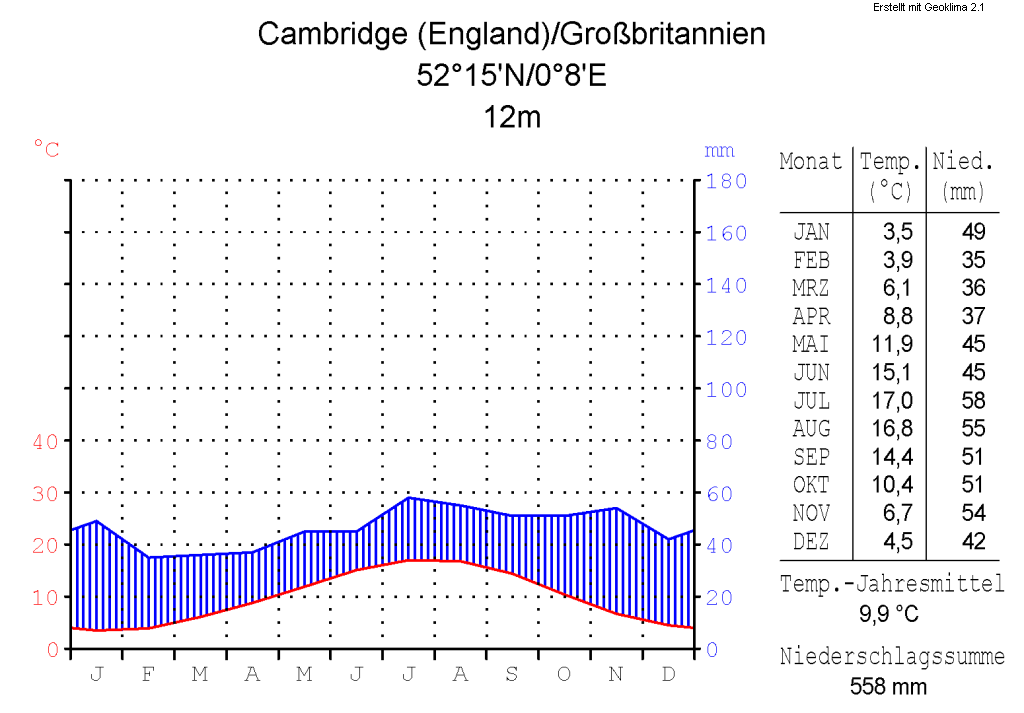
Klimadiagramm der benachbarten Stadt Cambridge

Der Ort liegt ungefähr in der Mitte eines Dreiecks aus den Orten Cambridge, Ely und Newmarket. Unmittelbare Nachbarorte sind Swaffham Prior, Reach, Soham und Exning. Die 6,5 km entfernte nächstgelegene Stadt Newmarket befindet sich bereits in Suffolk.
Burwell gehört wie ganz England zur gemäßigten Klimazone, weist allerdings aufgrund seiner Lage auf der Ostseite der Insel ein etwas ausgeglicheneres und trockeneres Klima als die westlichen Teile des Landes auf. Die Niederschläge sind ziemlich gleich über das Jahr verteilt.
Die Hauptstraße des Ortes verläuft ungefähr auf der Grenze zwischen dem etwas höher liegendem Heideland im Süden der Gemeinde und den niedrigen Marschen im Norden. Auf dem Gebiet der Gemeinde gibt es nur ein kleines geschlossenes Waldgebiet „Priory Wood“, das westlich von Burwell zwischen dem Ort und den Grenzen der Marschländer liegt. Der Wald wurde 1998 angelegt und wird vom Woodland Trust verwaltet.

## Bevölkerung

### Bevölkerungsentwicklung
In den frühen Steuerschätzungen und den ab dem 19. Jahrhundert alle 10 Jahre stattfindenden Volkszählungen wurden für den Ort Burwell folgende Zahlen ermittelt:
| Jahr | Erwachsene |
| ---- | ---------- |
| 1086 | ca. 60     |
| 1279 | 175        |
| 1377 | 462        |
| 1676 | 566        |

| Jahr | Bevölkerung |
| ---- | ----------- |
| 1841 | 1705        |
| 1851 | 2040        |
| 1861 | 1876        |
| 1871 | 2023        |

| Jahr | Bevölkerung |
| ---- | ----------- |
| 1961 | 2734        |
| 1971 | 4032        |
| 1981 | 4257        |
| 1991 | 4531        |
| 2001 | 5833        |

In den ab dem 19. Jahrhundert fehlenden Volkszählungsjahren fand entweder keine Volkszählung statt, oder Burwell wurde nicht explizit erfasst.

### Mit Burwell verbundene Personen
- Geoffrey de Mandeville, 1. Earl of Essex († 1144), in der Nähe von Burwell gestorben.
- Edward Fitzball (1793–1873), Theaterregisseur, in Burwell geboren.
- Walter Gardiner (1859–1941), Botaniker, in Burwell geboren.
- Marjory Stephenson (1885–1948), Biochemikerin, in Burwell geboren.

## Verwaltung
Burwell ist eine eigenständige Gemeinde mit einem Verwaltungsrat, der sich um die Angelegenheiten des Ortes kümmert. Seine Zuständigkeit umfasst unter anderem die Verwaltung der Gemeindezentren, der öffentlichen Außenanlagen wie Spielplätze und Parks, des Friedhofes und der innerörtlichen Straßen. Die nächste übergeordnete Verwaltungseinheit ist der Verwaltungsbezirk East Cambridgeshire.
Die Grenzen der örtlichen Verwaltungsbezirke haben sich im Laufe der Geschichte beständig leicht geändert. Die Grenze zwischen Burwell und Swaffham Prior ist dabei sehr stabil geblieben und wird seit Beginn der Aufzeichnungen durch den Devil’s Dyke gebildet. Die Grenzen zu den Gemeinden Newmarket und Exning sind gleichzeitig die Grenzen zwischen den Grafschaften Cambridgeshire und Suffolk. Die heutige Verwaltungsgliederung gründet sich auf den Local Government Act 1972.

## Infrastruktur

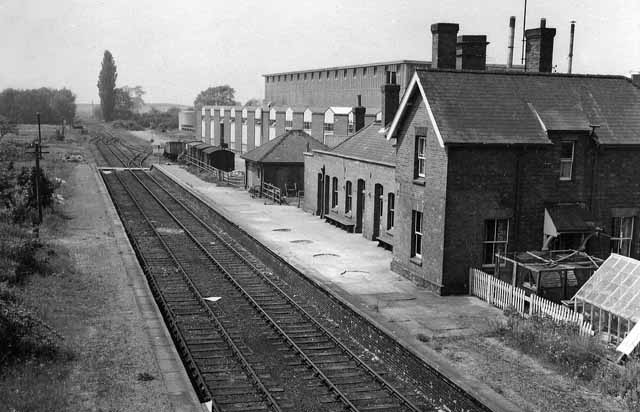
Der Bahnhof von Burwell im Jahr 1963.

Über die Straße von Cambridge nach Mildenhall (B1102) ist Burwell an das Straßennetz angebunden, die direkte Straßenanbindung nach Newmarket erfolgt über die B1103.
Öffentlicher Nahverkehr wird über eine Buslinie zwischen Cambridge und Newmarket angeboten. Von 1884 bis 1965 war Burwell an das britische Eisenbahnnetz angeschlossen. Der Bahnhof wurde 1962 für den Passagierverkehr geschlossen und später abgerissen. Heute erinnern die Straßennamen „Railway Close“ und „Station Gate“ im westlichen Ortsteil an den Bahnhof. An der Straße nach Newmarket kann man noch den ehemaligen Verlauf der Bahntrasse erkennen.
Der Kanal Burwell Lode ist bis an den Ortsrand schiffbar. Er verbindet Burwell über den Kanal Reach Lode mit dem River Cam und damit mit dem gesamten britischen Wasserstraßennetz.

## Wirtschaft
Die Wirtschaft in Burwell war über lange Zeiträume von Landwirtschaft und Viehzucht in den höher gelegenen Teilen und von Fischfang in den niedriger gelegenen Feuchtgebieten geprägt. Dabei behielten die Marschländer bis weit in das 18. Jahrhundert hinein ihren Zustand als feuchte Sümpfe, in denen vorrangig Ried geerntet und Torf abgebaut wurde. Diese Produkte erzielten auf den weiter südlich gelegenen Märkten gute Preise. Im Laufe des 19. Jahrhunderts entwässerte man weite Teile der Marschländer und nutzt sie seitdem als Grünland.
Vom Beginn des 19. Jahrhunderts bis zur Mitte des 20. Jahrhunderts wurde in der Umgebung des Ortes Clunch und Koprolith abgebaut und teilweise auch gleich vor Ort verarbeitet. Seit den 1830er-Jahren gab es im Ort eine Ziegelei, die für den örtlichen und regionalen Bedarf produzierte und 1971 geschlossen wurde. In der zweiten Hälfte des 20. Jahrhunderts war der größte Arbeitgeber des Ortes eine Kartonfabrik, die ungefähr im Jahre 1999 geschlossen und anschließend abgerissen wurde.

## Burwell Anfang des 21. Jahrhunderts

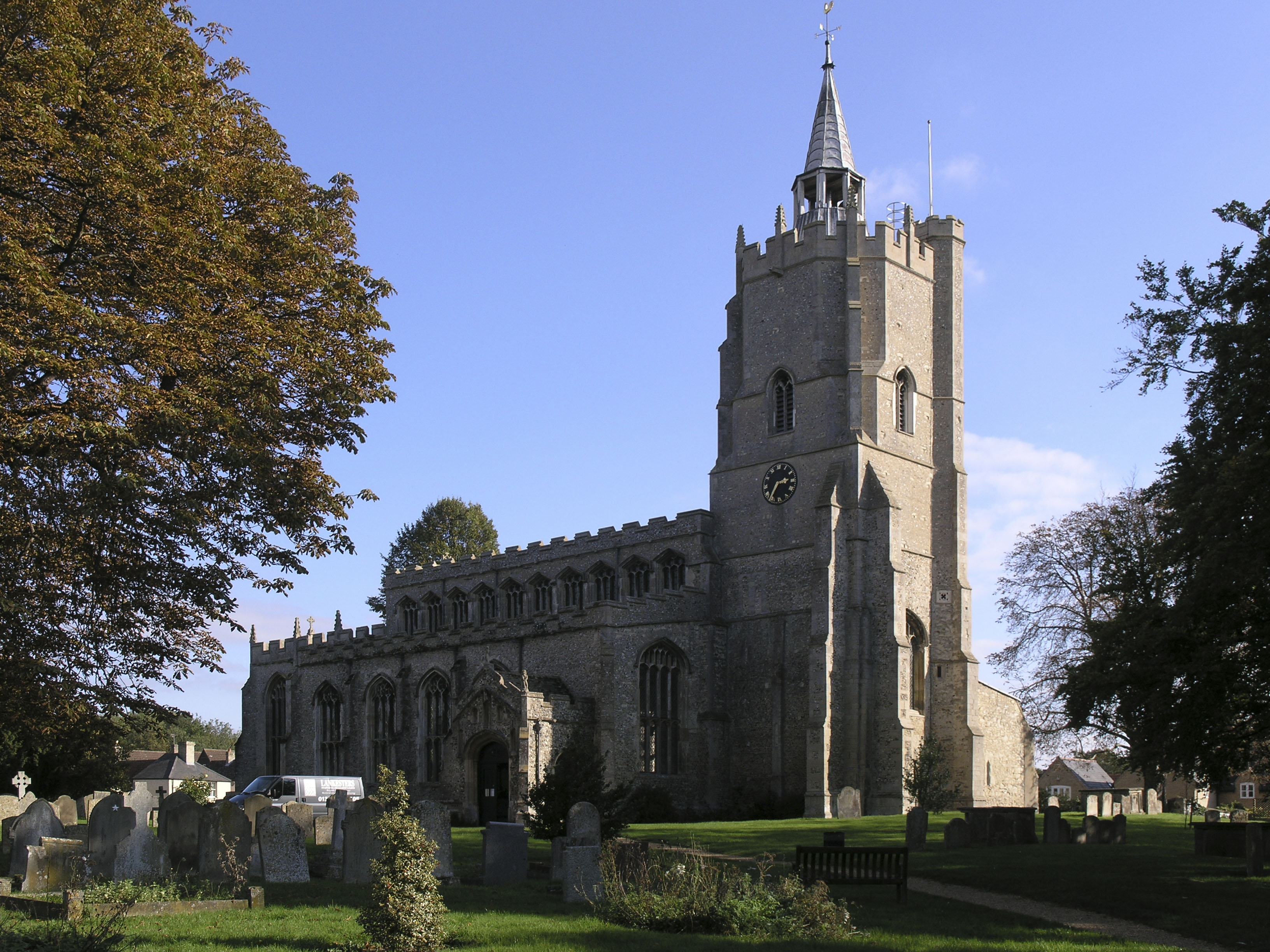
Die Kirche St Mary’s mit dem alten Friedhof.

In Burwell gibt es drei Kirchengebäude. Das größte und älteste ist der aus dem 15. Jahrhundert stammende denkmalgeschützte Bau Saint Mary the Virgin der Church of England in der High Street am südlichen Ende des Ortes. In der Nähe liegt die kleine Trinity-Kirche der Methodisten, die deutlich größere Kirche der Baptisten befindet sich im nördlichen Teil des Ortes. Die nächste römisch-katholische Kirche gibt es in Newmarket. Die Kapelle des Friedhofes von Burwell nutzen alle Konfessionen gleichermaßen.
Im Ort gibt es drei Fußballvereine, die „Burwell Tigers“, die „Burwell Swifts“ und die auf Jugendfußball spezialisierten „Burwell Swallows“. Es gibt einen Kricketverein, weitere Sportmöglichkeiten, z. B. Tischtennis, werden über das Sportzentrum des Ortes angeboten.
In Burwell existieren verschiedene Einrichtungen zur Betreuung von Vorschulkindern. Für die Schulausbildung steht zunächst unmittelbar im Ort selber die Grundschule Burwell Village College und anschließend meist das Bottisham Village College in einem der Nachbardörfer zur Verfügung. Weiterführende Schulen gibt es in Cambridge.
Burwell veranstaltet einen jährlichen Karneval im Juni, dessen Einnahmen hauptsächlich wohltätigen Zwecken innerhalb des Ortes zugeführt werden.
Eine Städtepartnerschaft besteht seit 1996 mit dem französischen Ort Lizy-sur-Ourcq und seinen Nachbargemeinden Mary-sur-Marne und Ocquerre.
Seit 1992 gibt es in der Nähe der letzten Windmühle im Ort das Heimatmuseum Burwell Museum, das eine Übersicht der lokalen Geschichte gibt. Neben der Windmühle gibt es eine Vielzahl rekonstruierter Gebäude, anhand derer das frühere Leben in den Marschländern dargestellt wird.